# Henryk Tomkowicz

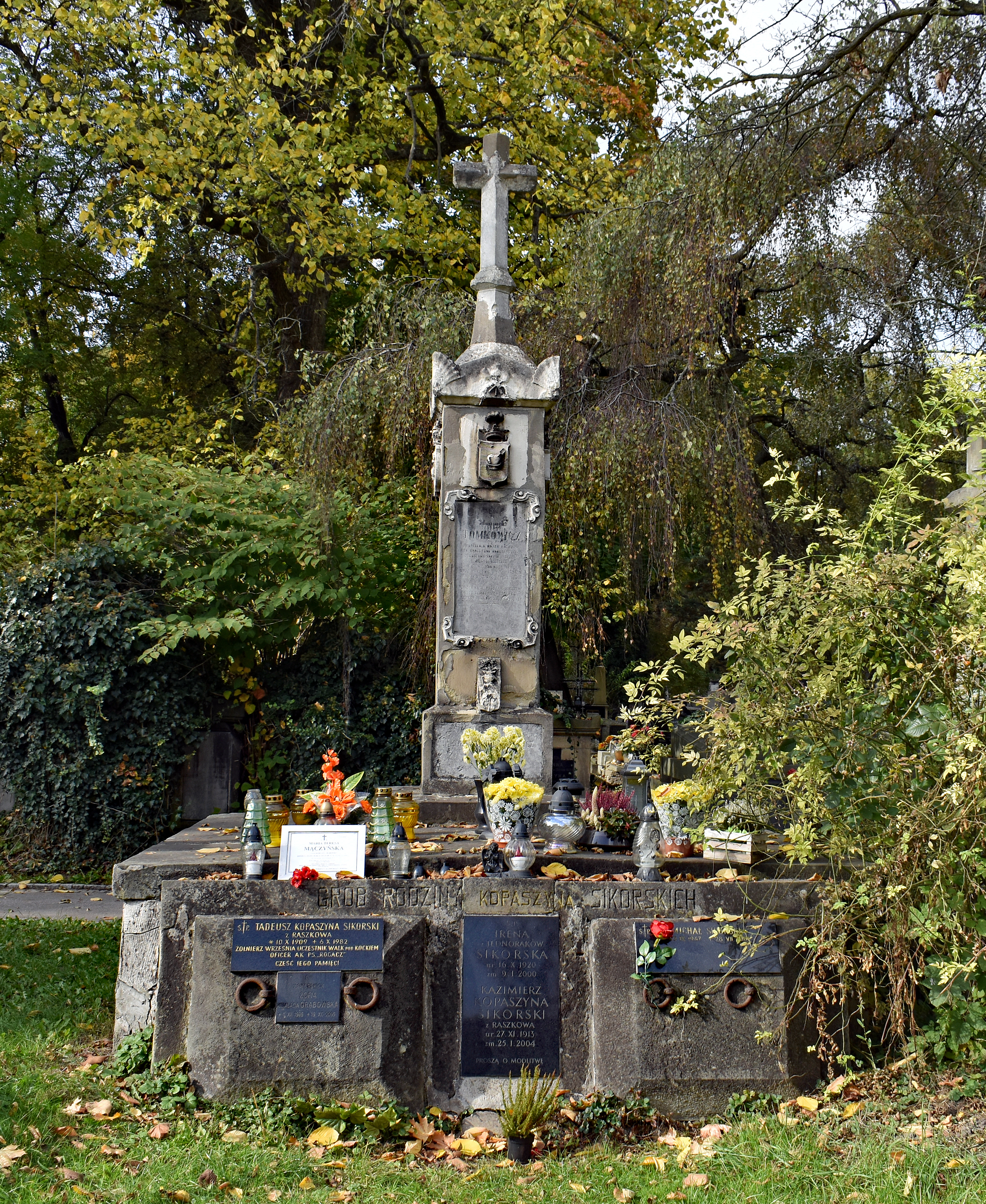
Cmentarz Rakowicki.
Grób Henryka Tomkowicza.

Henryk Tomkowicz herbu Przyjaciel (ur. 26 lipca 1796 w Krakowie, zm. 2 stycznia 1891 tamże) – kapitan Wojska Polskiego, kawaler Orderu Virtuti Militari, ziemianin.

## Życiorys
Urodził się 26 lipca 1796 w Krakowie, w rodzinie Ksawerego Franciszka (1766-1843) i Józefy Urbanowskiej (zm. 1858). Był bratem Apoloniusza (1804-1851), polskiego literata, historyka i bibliotekarza, który miał syna Stanisława (1850–1933), konserwatora zabytków i historyka sztuki.
Od 21 maja 1816 kadet w szwadronie ułanów Gwardii. 14 listopada 1814 awansował na podchorążego, 3 sierpnia 1818 podporucznika, a 21 kwietnia 1825 porucznika. W latach 1829–1830 służył w Pułku Strzelców Konnych Gwardii na stanowisku adiutanta pułku. W czasie powstania listopadowego walczył jako kapitan Pułku 5 Strzelców Konnych. 3 czerwca 1831 został odznaczony Krzyżem Złotym Orderu Virtuti Militari. Zmarł 2 stycznia 1891 i został pochowany na cmentarzu Rakowickim w Krakowie. Był żonaty z Ludwiką z Marynowskich (ok. 1820–1838). W 1844 ożenił się po raz drugi z Klotyldą z Malinowskich (ok. 1812–1880), z którą miał córkę Marię (1845–1924).